# Epanagoga composto com o Próquiro

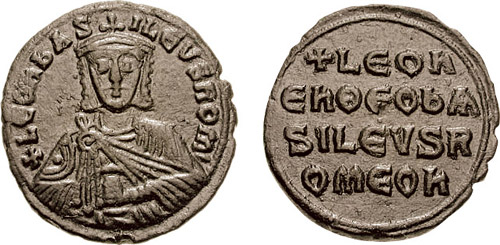
Fólis de r.

Epanagoga composto com o Próquiro (em latim: Epanagoge Cum Prochiro Composita) é um livro de jurisprudência bizantino em 42 títulos. Os fragmentos do livro preservados em um manuscrito palimpsesto do século X atribuem em sua rubrica "ao imperador Leão, o Filósofo", o que leva os estudiosos a acharem que ele provavelmente foi produzido logo após a morte do imperador Leão VI, o Sábio (r. 886–912).
A obra é formada por elementos do Epanagoga e do Próquiro. Em alguns dos manuscritos sobreviventes, a compilação também inclui excertos das Basílicas de Leão|VI, bem como numerosas glosas marginais. Alguns escólios do Epanagoga estão integrados na obra.